# Agradación
Se llama agradación al depósito de sedimentos a lo largo de los ríos y de las costas, debido a la disminución de la velocidad de los ríos o de las corrientes marinas en las costas. Su nombre significa construcción de gradas o escalones.

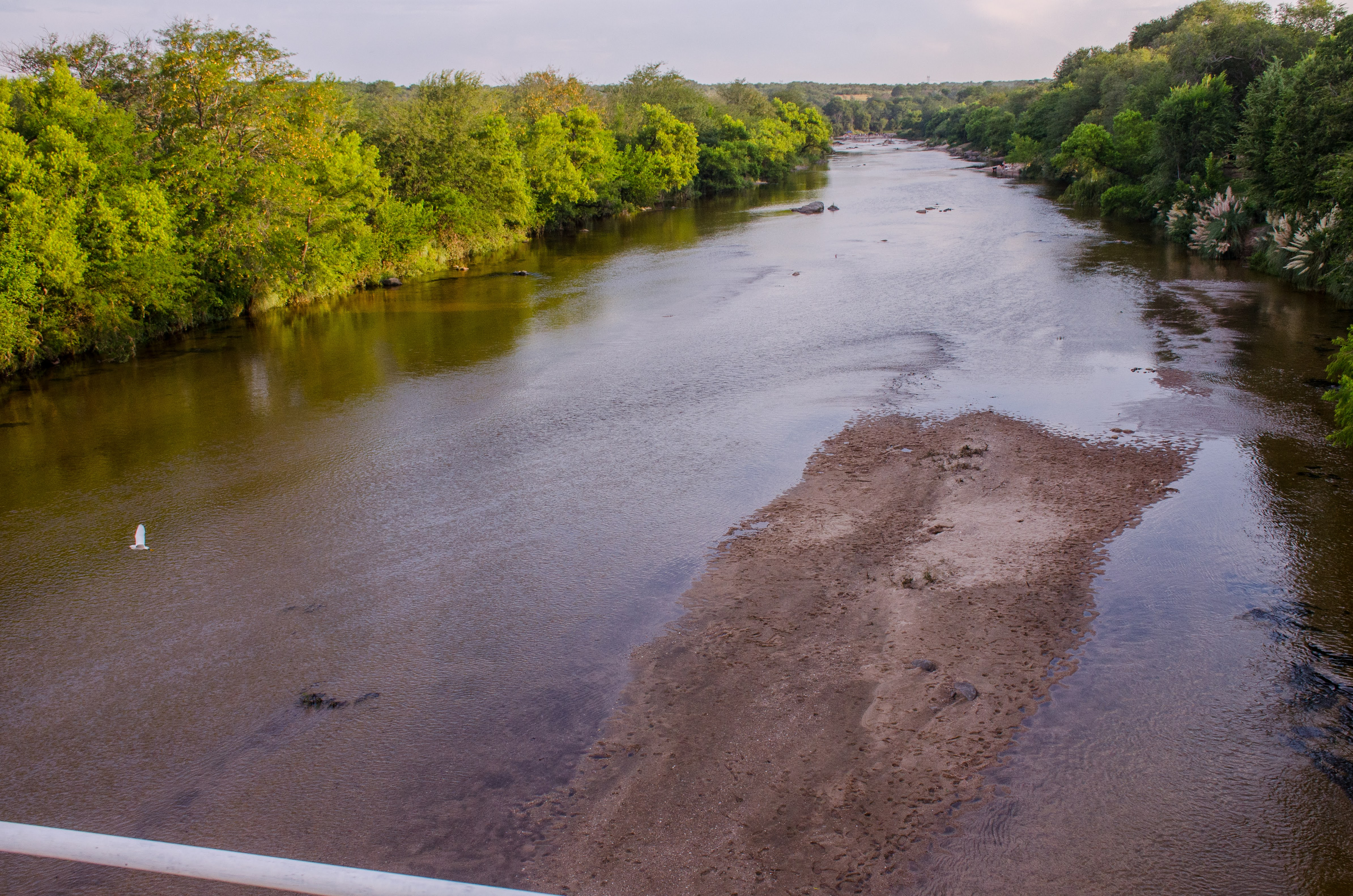
Sedimentos acumulados por disminución del caudal de agua en un arroyo

Así pues, existen dos clases principales de agradación: fluvial y litoral.

## Agradación fluvial
La agradación fluvial es la acumulación de sedimentos en los ríos y arroyos. La agradación ocurre cuando los sedimentos de un río superan la cantidad que dicho río puede arrastrar en su cauce. Por ejemplo, el volumen de sedimentos en el canal de un río puede aumentar cuando el clima o la meteorología hacen que dicho disminuya sensiblemente su caudal, lo cual significa que sus aguas pierdan  competencia, término que en geomorfología significa capacidad de arrastre de sedimentos. Las condiciones más secas causan la disminución del flujo del río después de que los sedimentos se venían presentando en mayores cantidades. Por tanto, el río se satura de sedimentos en épocas de crecida del caudal y los abandona en partes del mismo formando ríos anastomosados, terrazas fluviales, fenómenos de avulsión, desembocadura en forma de deltas, meandros o cambio de curso. Otros ejemplos comunes son los derivados de las acciones del hombre, como la construcción de diques u otros obstáculos.